# Mycomya praeda
Mycomya praeda är en tvåvingeart som beskrevs av Vaisanen 1984. Mycomya praeda ingår i släktet Mycomya och familjen svampmyggor.
Artens utbredningsområde är New York. Inga underarter finns listade i Catalogue of Life.